# Johnstonia gracilis
Johnstonia gracilis är en ringmaskart som beskrevs av Johan Gustaf Hjalmar Kinberg 1866. Johnstonia gracilis ingår i släktet Johnstonia och familjen Maldanidae. Inga underarter finns listade i Catalogue of Life.